# As-Saff
As-Saff  (arabe : سُورَةُ ٱلصَّفِّ, français : Le Rang) est le nom traditionnellement donné à la 61e sourate du Coran, le livre sacré de l'islam. Elle comporte 14 versets. Rédigée en arabe comme l'ensemble de l'œuvre religieuse, elle fut proclamée, selon la tradition musulmane, durant la période médinoise.

## Origine du nom
Bien que le titre ne fasse pas directement partie du texte coranique, la tradition musulmane a donné comme nom à cette sourate Le Rang, en référence au contenu du quatrième verset : « 4. Voici, Allah aime
ceux qui combattent sur son sentier, en rangs,
comme s’ils étaient un édifice de plomb ».
Généralement appelée « Le Rang », cette sourate porte parfois le nom de « Les Apôtres ».

## Historique
Il n'existe à ce jour pas de sources ou documents historiques permettant de s'assurer de l'ordre chronologique des sourates du Coran. Néanmoins selon une chronologie musulmane attribuée à Ǧaʿfar al-Ṣādiq (VIIIe siècle) et largement diffusée en 1924 sous l’autorité d’al-Azhar,, cette sourate occupe la 109e place. Elle aurait été proclamée pendant la période médinoise, c'est-à-dire schématiquement durant la seconde partie de la vie de Mahomet, après avoir quitté La Mecque. Contestée dès le XIXe par des recherches universitaires, cette chronologie a été revue par Nöldeke,, pour qui cette sourate est la 98e.
Pour Nöldeke et Schwally, cette sourate est composée de textes de périodes différentes. Pour Blachère, cette sourate est un « assemblage de brèves révélations, de datation flottante ».

## Interprétations

### Versets 5-6: annonce de Moïse et de Jésus
Les versets 5-6, qui ne semblent pas avoir de lien avec ce qui précède, appartiennent à une controverse avec des juifs. Le premier est consacré à Moïse qui « exprime le rejet de son peuple face à sa mission divine ».
Le verset 6 est connu pour contenir une mention d’Ahmad, compris par les exégètes musulmans comme une annonce de la venue de Mahomet par Jésus. Ceux-ci se basent sur l’idée que Muhammad et Ahmad dérivent de la même racine trilitère.
Néanmoins, d’autres hypothèses restent possibles. En effet, il est possible que ce terme ne soit pas un nom propre, ce qui signifierait « dont le nom sera loué ». Certains chercheurs y ont vu y allusion au discours de Jésus dans Jean 14, 16 dans lequel Jésus annonce la venue du « consolateur », paracletos. Ce terme serait arrivé dans les sources arabes sous la forme erronée, periklutos, qui prend le sens de « célébré ».
Ce verset connait une variante de lecture dans le codex attribué au compagnon Ubayy b Ka’b. Dans celle-ci, le terme Ahmad est absent. Gallez a proposé récemment de lire cette variante, qu’il considère comme l’original à la lumière du Livre de Daniel qui possède un passage avec un vocabulaire commun et où il évoque un « homme de prédilection » (hamudot).

Texte de la sourate (Coran datant de 1874)
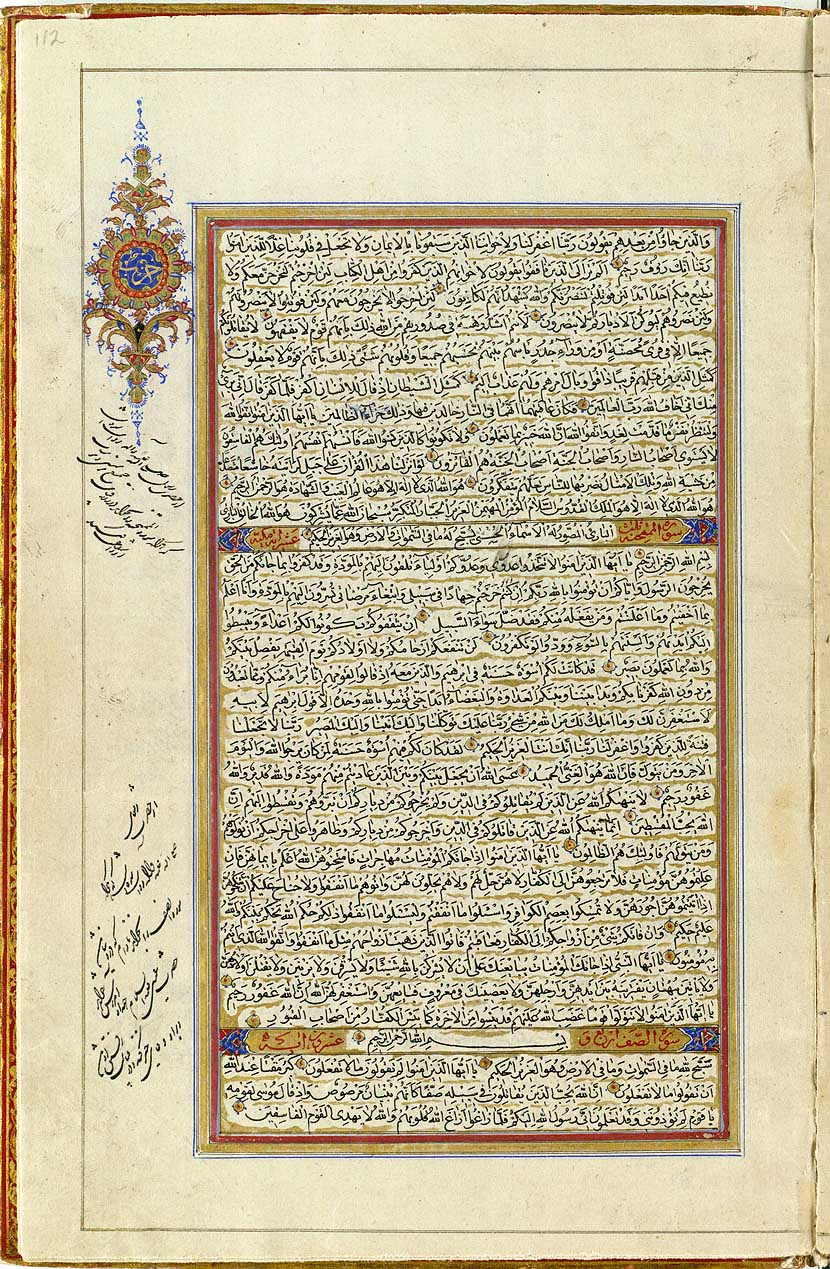
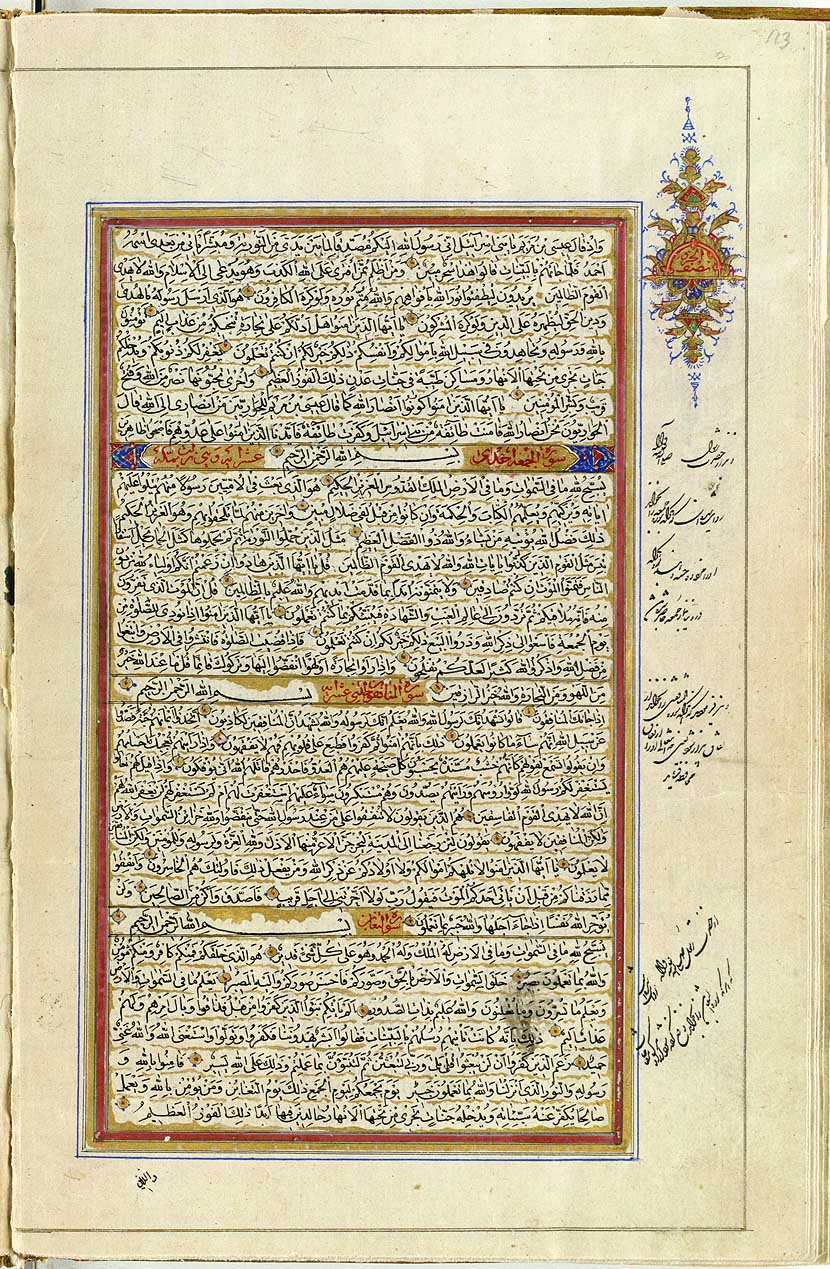